# Szarik

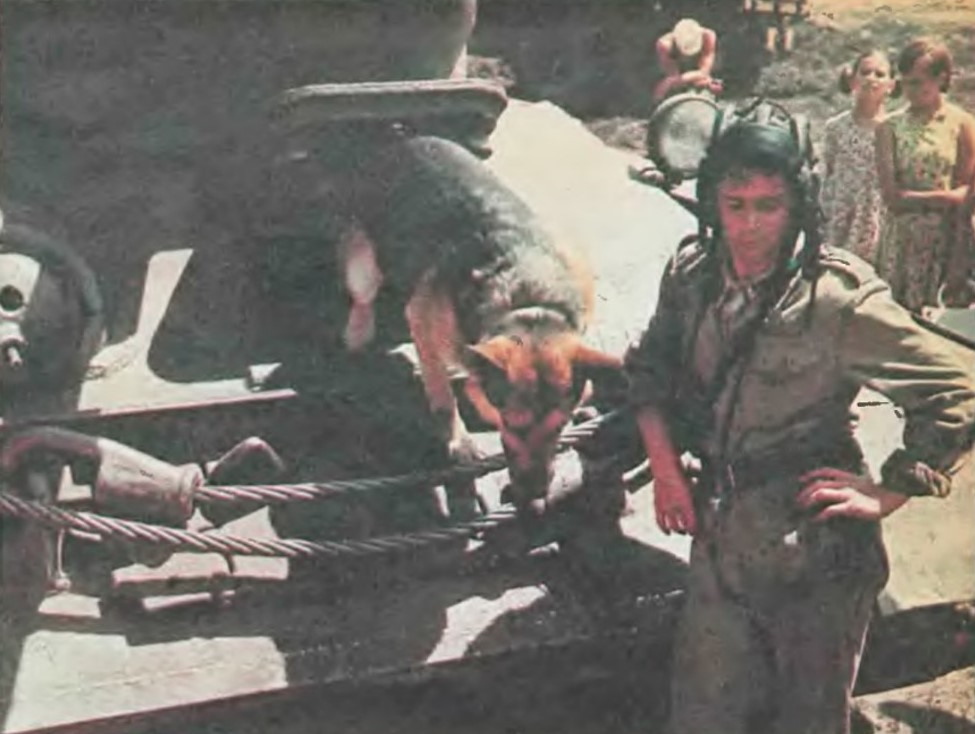
Szarik z Januszem Gajosem na planie serialu (1969)

Szarik (ros. kuleczka) – pies występujący w serialu telewizyjnym w reżyserii Konrada Nałęckiego Czterej pancerni i pies oraz powieści Janusza Przymanowskiego pod tym samym tytułem.

## Biografia
Jest to owczarek niemiecki, należący do Janka, który w pierwszym odcinku serialu otrzymuje go od Jefima Siemionycza. Jest sierotą – jego matka, Mura, została śmiertelnie raniona przez dzika podczas polowania.

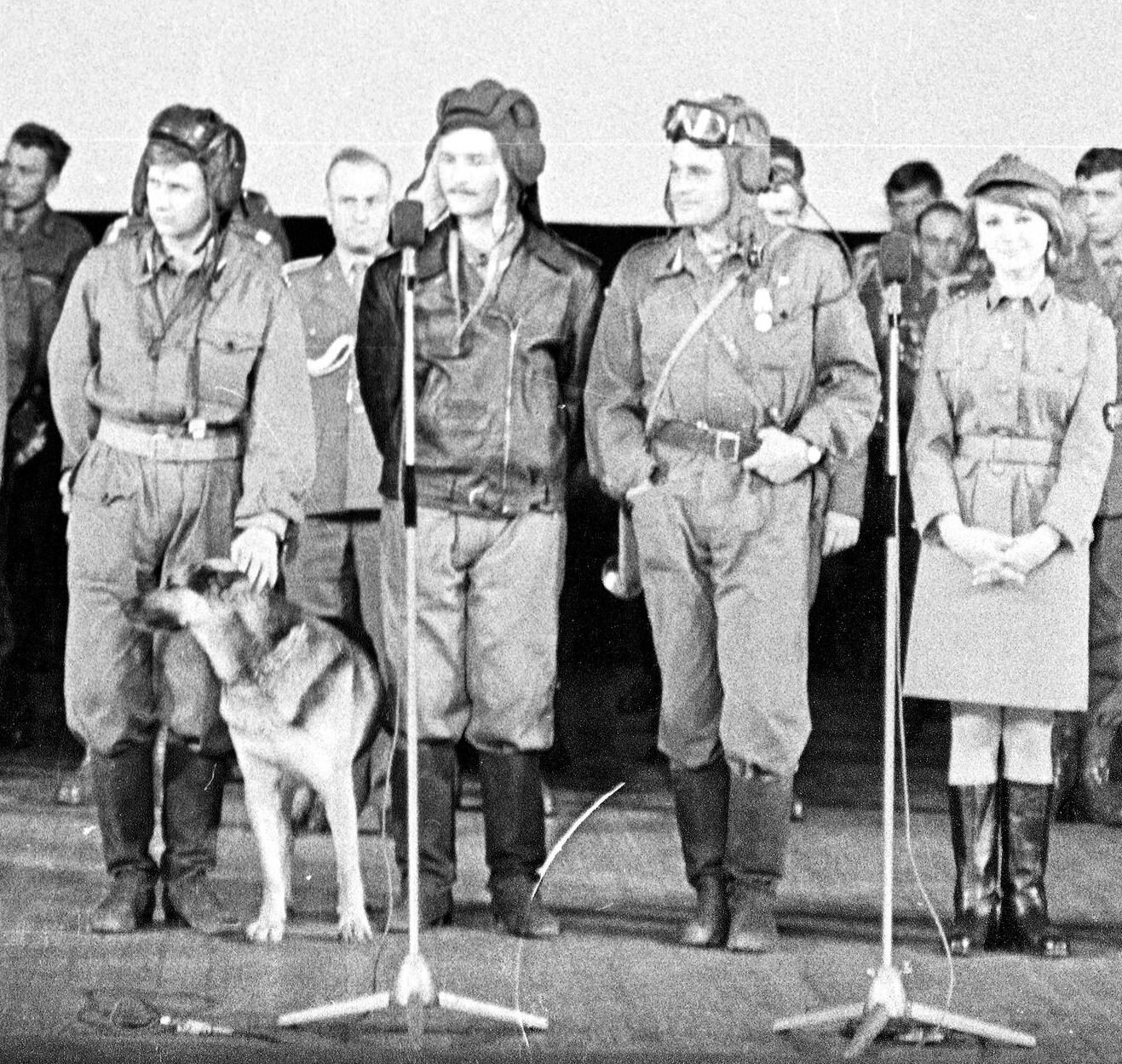
Aktorzy serialu w mundurach czołgistów na scenie – od lewej Janusz Gajos (Janek Kos), Szarik, Włodzimierz Press (Grigorij Saakaszwili), Roman Wilhelmi (Olgierd Jarosz), Małgorzata Niemirska (Lidka Wiśniewska). Premiera serialu w Sali Kongresowej Pałacu Kultury i Nauki (1966)

Już w drugim odcinku, po konflikcie z kucharzem, kapralem Kucharkiem, pułkownik decyduje o wpisaniu Szarika na listę prowiantową jednostki (historia z kością dla Szarika i wylądowaniem kucharza w kotle z ziemniakami). Przed nalotem (w wyniku którego ginie kucharz), podczas wydawania furażu, wydawana jest też porcja dla Szarika. W trzecim odcinku (pt. „Gdzie my – tam granica”), na rozkaz pułkownika, Szarik zostaje wpisany do stanu brygady, czego praktyczną korzyścią jest prawo do porcji jedzenia z kuchni wojskowej.
Rolę Szarika odtwarzały trzy różne psy tej samej rasy (jest to sprzeczne z wersją płk Franciszka Szydełko – według niego pies był tylko jeden, Trymer) – najczęściej był to Trymer – pies milicyjny, który oblał egzamin z tropienia i miał być wycofany ze służby ze względu na niskie wskaźniki agresji. Ale na planie filmowym był „genialny”. Inne to Spik i Atak. Ten ostatni był silnym i pobudliwym psem i nadawał się do scen wymagających wysiłku i kondycji. Wystąpił również w Stawce większej niż życie w odcinku „Hotel Excelsior”. Wyglądem różnił się od Trymera, dlatego przed zdjęciami musiał być charakteryzowany w zakładzie fryzjerskim. Dziś Trymer stoi wypchany w jednostce szkolenia psów policyjnych w Sułkowicach.
W dziejącej się nad syberyjską rzeką Ussuri części pierwszego odcinka „Załoga” Szarik jest jeszcze szczeniakiem. W scenie z tygrysem jego rolę gra szczeniak jamnika szorstkowłosego lub spaniela. W scenie w chacie myśliwskiej Szarikiem jest pies innej rasy.